# 1أب.كوم
كان 1أب.كوم (1Up.com) موقع ويب أميركي ترفيهي يركز على ألعاب الفيديو. تم إطلاقه عام 2003، يقدم ميزاته الأصلية والقصص الإخبارية ومراجعات الألعاب ومقابلات الفيديو، كما يتضمن محتوى شاملًا يركز على الكمبيوتر الشخصي (امتدادًا للألعاب التي تم نشرها مسبقًا لمجلة جيمز فور ويندوز : المجلة الرسمية). أعلن مُصمم الموقع زيف ديفيس عن «إغلاقه» في 21 فبراير 2013.
على عكس مواقع الألعاب الأخرى مثل غيم سبوت وآي جي إن وغيم سباي ، تم إنشاء موقع 1 أب.كوم بهدف أن يكون موقعًا للتواصل الاجتماعي للاعبين. على سبيل المثال، تم تصميم موقع MyCheats.com بحيث يمكن للأعضاء المساهمة في أدلة اللعبة، كما مكّن اللاعبين ومطوري الألعاب الحصول على مدوّنات وقوائم الأصدقاء على الموقع.

## عروض 1Up والبودكاست
أنتج موقع 1أب.كوم مجموعة متنوعة من البودكاست الصوتية والمرئية، والعديد منها يذع أسبوعياً. كان برنامج 1Up Yours هو البرنامج الإذاعي عبر الإنترنت الرائد للشبكة والذي تضمن مناقشات موضوعية بين العديد من المحررين من شبكة 1Up ، بالإضافة إلى تجارب الألعاب الشخصية والأخبار الحالية.
على الرغم من أن العديد من الضيوف تم تداولهم خلال الحلقات، فقد استضاف العرض غارنيت لي و شين بيتنهاوزن و ديفيد إليس كل أسبوع كان أعضاء فريق التمثيل متاحين. تم توفير حلقات جديدة من العرض كل يوم جمعة. كان مصحوبًا ببودكاست الفيديو الأسبوعي The 1Up Show ، والذي قدم معاينات ومراجعات للألعاب، وتغطية لأحداث ألعاب الفيديو، ومناقشات حول ثقافة الألعاب، ومقابلات مع مصممي الألعاب. كان من بين المضيفين السابقين جين بينكارد وجون دافيسون ولوك سميث ومارك ماكدونالد وبريان إنتيهار.
ومع ذلك، منذ الاستحواذ على UGO في يناير 2009 ، تم تعليق العديد من برامج البودكاست / العروض هذه ، أو في بعض الحالات، تم إنهاؤها. ابتكر غارنيت لي «تكرارًا» ثانيًا لـ 1Up Yours ، بعنوان استمع !، والذي يتميز بتنسيق مشابه، ولكنه أكثر إحكامًا قليلاً، إلى 1Up Yours الأصلي، والذي استمر من يناير 2009 إلى أكتوبر 2009، وانتهى برحيل لي إلى العمل مع GameFly. على الرغم من تفكيك البودكاست والعروض، استمر العديد من أعضاء فريق 1Up.com السابقين في إنشاء برامج الألعاب والبودكاست ومواقع الويب الخاصة بهم.

## الإغلاق
باعتبارها امتدادًا لمجلة إلكترونك غيمينغ مونثلي، قام زيف ديفيس بأُنشاء الموقع 1أب.كوم. وتم بيع الموقع في عام 2009 لشركة شبكات UGO التابعة لشركة شركة هيرست، والتي استحوذت عليها آي جي إن (التي كانت مملوكة من قبل نيو كوربورشن) في عام 2011. بدأ زيف ديفيس الاستحواذ على المواقع ككل في فبراير 2013، وأعاد توحيد 1أب.كوم مع أصحابها الأصليين. بعد فترة وجيزة من الاستحواذ على آي جي أن، أعلن زيف أنه في محاولة للتركيز على موقعه الجديد آي جي إن، بإنه سيغلق معظم المواقع الثانوية، بما في ذلك 1أب.كوم. وكان من المقرر نقل الموظفين المتبقين من 1أب.كوم إلى آي جي أن. على الرغم من أن الموقع لا يزال قيد التشغيل، إلا أنه تم حذف بعض الروابط، مما يجعل الموقع معطلاً.

## طاقم العمل
- سام كينيدي - مدير التحرير
- مات ليون - رئيس التحرير
- جيريمي باريش - رئيس التحرير
- تييري «سكوتر» نغوين - رئيس التحرير
- أليس ليانغ - محرر مساعد
- جاستن هايوالد - محرر (اختبارات)
- فرانك سيفالدي - محرر (أخبار)
- مايك نيلسون - محرر رئيسي
- ترافيس ويليامز - مصمم
- مايك كروز - مصمم
- ويلبرت موي - منتج ويب
- تينا سانشيز - منظمة المجتمع

## روابط خارجية
- الموقع الرسمي